# Columbano Bordalo Pinheiro

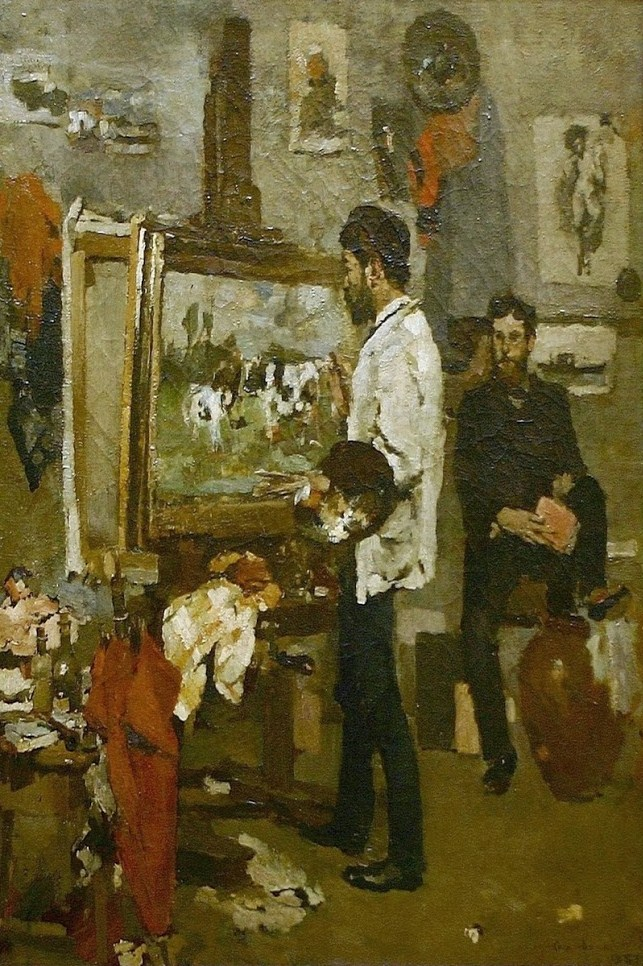
Columbano Bordalo Pinheiro in seinem Atelier, Öl auf Leinwand, 1883

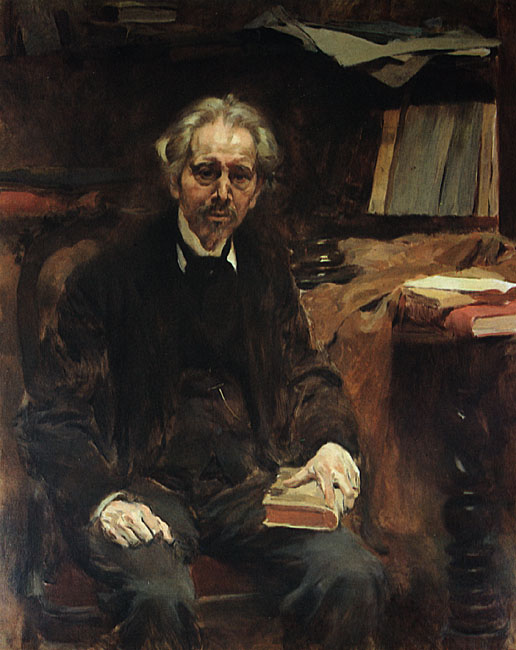
Porträt das Teófilo Braga, Öl auf Leinwand, um 1920

Columbano Bordalo Pinheiro (geboren 21. November 1857 in Lissabon; gestorben 6. November 1929 ebenda) war ein portugiesischer Maler des Realismus, spezialisiert in der Porträtmalerei.

## Leben
Columbano Bordalo Pinheiro war der Sohn des Malers Manuel Maria Bordalo Pinheiro und der jüngere Bruder des Karikaturisten Rafael Bordalo Pinheiro (1846–1905). Seine ersten Zeichenstunden erhielt er bei seinem Vater, der ihm eindringlich zur Fortsetzung des Studiums bei dem Maler Ângelo Miguel Lupi und dem Bildhauer Simões de Almeida riet. Mit einem Stipendium der Gräfin de Edla konnte Pinheiro 1881 nach Frankreich reisen, um in Paris unter den bekanntesten Künstlern der Stadt, Édouard Manet, Edgar Degas und Gustave Courbet, zu studieren.
Im Frühjahr 1887 gehörte Pinheiro zu den Gründungsmitgliedern des literarischen Zirkels im Restaurant Leão de Ouro, genannt Grupo do Leão, einer losen Gruppe von Journalisten, Literaten, Malern und Schauspielern.
Bordalo Pinheiro war von 1901 bis 1922 Professor an der Akademie der Schönen Künste Lissabon. Ab 1914 fungierte er als Direktor des 1911 gegründeten  Museu Nacional de Arte Contemporânea.
Pinheiro gehörte der Regierungskommission an, die nach der Einführung der Republik über die neue Nationalflagge Portugals entschied. Sie wurde am 1. Dezember 1910 ausgewählt und ist heute noch in Verwendung.